# Hypomartyria micropteroides
Hypomartyria micropteroides là một loài bướm đêm thuộc họ Micropterigidae. Nó được Kristensen & Nielsen miêu tả năm 1982. Loài này có ở tỉnh Osorno ở Chile.